# عبد الأحد داوود
عبد الأحد داوود (وُلِدَ 1867 في أرومية حاليًا في إيران، مَات 1940) اسمه السابق دِيفِيد بِنْجَامِينْ كِلْدَانِي بالإنجليزية David Benjamin Keldani, كان أستاذًا في علم اللاهوت، وقسيس لطائفة الكِلدان الكاثوليك، ومطلعا على عدة لغات.
وبعد دراسة للكتاب المقدس يمكن الاطلاع على بعضها في كتابه (محمد في الكتاب المقدس) اعتنق الإسلام في مدينة أسطنبول.

## دوافع إسلامه
يقول عبد الأحد داود نفسه في كتبه عن هذه الدوافع، ومنها:
1. عناية الله به، إذ يقول لما سئل: كيف صرت مسلما؟ كتب: إن اهتدائي للإسلام لا يمكن أن يعزى لأي سبب سوى عناية الله عز وجل، وبدون هداية الله فإن كل القراءات والأبحاث، ومختلف الجهود التي تبذل للوصول إلى الحقيقة لن تكون مجدية، واللحظة التي آمنت بها بوحدانية الله، وبنبيه الكريم صلوات الله عليه، أصبحت نقطة تحولي نحو السلوك النموذجي المؤمن).
2. ومن الأسباب التي ذكرها أيضا والتي جعلته يعلن عصيانه على الكنيسة، أنها تطلب من أن يؤمن بالشفاعة بين الله وبين خلقه في عدد من الأمور، كالشفاعة للخلاص من الجحيم، وكافتقار البشر إلى الشفيع المطلق بصورة مطلقة، وأن هذا الشفيع إله تام وإنسان تام، وأن رهبان الكنيسة أيضا شفعاء مطلقون، كما تأمره الكنيسة بالتوسل إلى شفعاء لا يمكن حصرهم.
3. من واقع دراسته لعقيدة الصلب وجد أن القرآن ينكرها والإنجيل المتداول يثبتها، وكلاهما في الأصل من مصدر واحد، فمن الطبيعي ألا يكون بينهما اختلاف، ولكن وقع بينهما الاختلاف والتضاد، فلا بد من الحكم على أحدهما بالتحريف، فاستمر في بحثه وتحقيقه لهذه المسألة حتى توصل إلى الحقيقة، حيث يقول:
4. ولقد كانت نتيجة تتبعاتي وتحقيقي أن اقتنعت وأيقنت أن قصة قتل المسيح وصلبه ثم قيامه من بين الأموات قصة خرافية)
5. اعتقاد النصارى بالتثليث، وادعاؤهم أن الصفة تسبق الموصوف كان أحد الأسباب التي دعته للخروج من المسيحية.

(5) التقى بعدد من العلماء المسلمين وبعد مواجهات عديدة معهم اقتنع بالإسلام واعتنقه.
1. اعتزل الدنيا في منزله شهراً كاملاً، يعيد قراءة الكتب المقدسة بلغاتها القديمة وبنصوصها الأصلية مرة بعد مرة، ويدرسها دراسة متعمقة مقارنة ضمّن بعضها في كتابه الفذ (محمد في الكتاب المقدس) وأخيراً اعتنق الإسلام في مدينة استانبول ومن مؤلفاته (الإنجيل والصليب). يقول عبد الأحد داود:

«في اللحظة التي آمنت فيها بوحدانية الله، وبنبيه الكريم صلوات الله عليه، بدأت نقطة تحولي نحو السلوك النموذجي المؤمن».
"لا إله إلا الله محمد رسول الله" هذه العقيدة سوف تظل عقيدة كل مؤمن حقيقي بالله حتى يوم الدين … وأنا مقتنع بأن السبيل الوحيد لفهم معنى الكتاب المقدس وروحه، هو دراسته من وجهة النظر الإسلامية".

## روابط
- هكذا أسلمت
- البشارة بمحمد حسب عبد الأحد داوود
- من التاريخ إسلام قسيس

## مواضيع ذات صلة
- البشارات ببعثة الرسول محمد